# 547
Cette page concerne l'année 547  du calendrier julien. Pour l'année 547 av. J.-C., voir 547 av. J.-C. Pour le nombre 547, voir 547 (nombre).
L'année 547 est une année commune qui commence un mardi.

## Événements
- 25 janvier : le pape Vigile arrive à Constantinople où il est convoqué. Il finit par approuver avec des réserves la condamnation des Trois Chapitres par l’édit impérial de 543 (11 avril 548), mais devant la réticence des évêques d’Occident, il se rétracte[1].
- Avril-mai[2], guerre des Goths : Bélisaire, le général byzantin, reprend Rome aux Ostrogoths et répare ses fortifications[3].
- 11 mai : émeutes à Constantinople entre les factions des Vénètes et des Prasiniens[4].
- 29 juin : réconciliation du pape Vigile et du patriarche de Constantinople Mennas[4].
- Été : les rebelles berbères battent les Byzantins à la bataille de Marta (Mareth)[5].

- Invasion des Angles en Grande-Bretagne. Ida débarque à Flamborough. Il prend Bamburgh et fonde le royaume de Bernicie en Angleterre septentrionale[6].
- Projet de mariage entre le petit-fils de Théodora et la fille de Bélisaire[7].

## Naissances en 547
Pas de naissance connue.

## Décès en 547
- 21 mars : Benoît de Nursie, fondateur de l'ordre bénédictin[8].
- 7 novembre : Herculen, évêque de Pérouse.

- Ariarith, officier byzantin.
- Ziper, officier byzantin.